# Necturus
Necturus là một chi kỳ giông thủy sinh đặc hữu ở miền đông Hoa Kỳ và Canada. Các loài trong chi này thường được gọi là chó nước (waterdog) hay cún bùn (mudpuppy). Cún bùn thông thường (N. maculosus) có lẽ là loài được biết đến nhiều nhất - một loài lưỡng cư có khe mang, nó thường được mổ xẻ trong các lớp giải phẫu để so sánh.

## Các loài
Có 7 loài:
- Necturus alabamensis Viosca, 1937 – chó nước Alabama
- Necturus beyeri Viosca, 1937 – chó nước Bờ Vịnh
- Necturus lewisi Brimley, 1924 – chó nước sông Neuse
- Necturus lodingi Viosca, 1937
- Necturus louisianensis Viosca, 1938 – cún bùn sông Red
- Necturus maculosus (Rafinesque, 1818) – cún bùn thông thường
- Necturus punctatus (Gibbes, 1850) – chó nước lùn

AmphibiaWeb chỉ liệt kê 5 loài, không công nhận N. lodingi và N. louisianensis là các loài riêng biệt.
Hai loài hóa thạch đã được biết đến, N. krausei và một loài chưa được đặt tên, lần lượt được biết đến từ thế Paleocen ở Saskatchewan và từ Florida vào thế Pleistocen.

## Hình ảnh

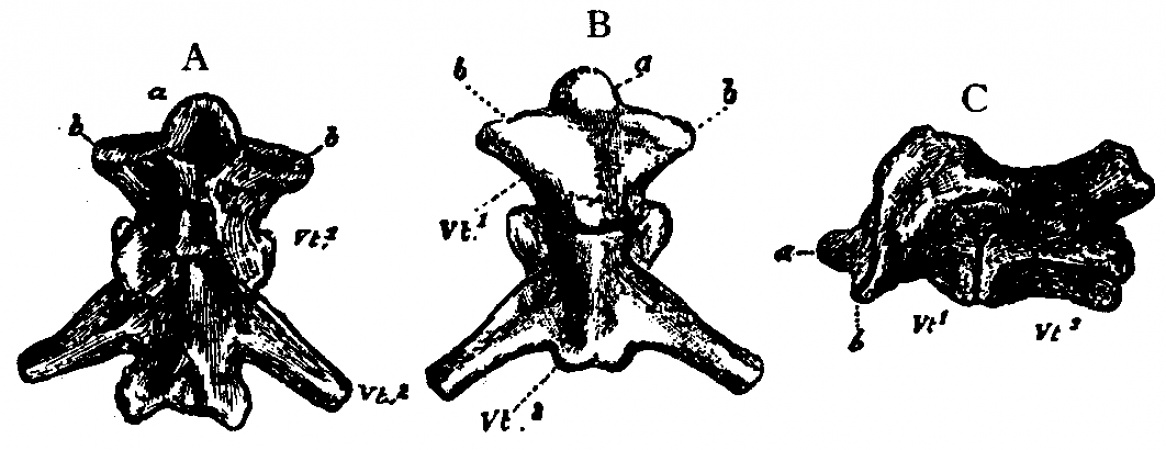
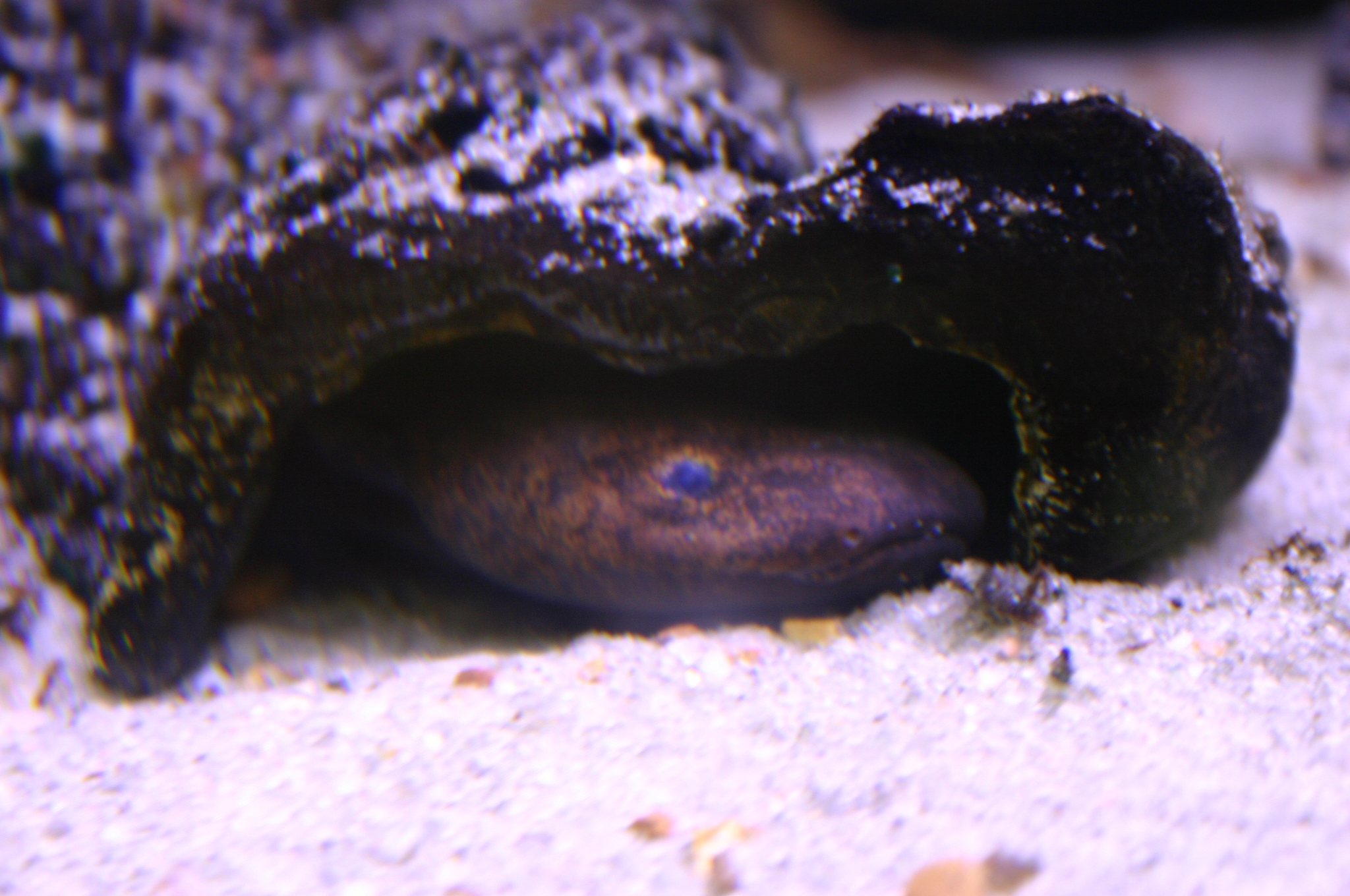